# Arkât
Arkât (en français Arcate, en anglais Arcot, en tamoul ஆற்காடு (āṟkāḍu), en ourdou آرکاٹ (arkat)) est une ville et une municipalité dans le district de Vellore, au nord de l'État du Tamil Nadu, dans le sud de l'Inde.
Capitale en 1752 du Nabab musulman du Carnatique (Nababie ou Sultanat du Carnatique), la ville fut prise par les Français en 1750, puis par les Anglais en 1760. Haïder-Ali la leur enleva en 1780, mais les Anglais la récupérèrent en 1801.
La ville a ensuite décliné en importance au cours du XXe siècle, elle se trouve actuellement sur la NH-46.